# Erik XI. Švedski
Erik  XI.  Jecljavi ali Hromi (švedsko Erik Eriksson ali Erik läspe och halte, staronordijsko  Eiríkr Eiríksson)  je bil švedski kralj, ki je vladal v letih 1222–1229 in 1234–1250. Bil je zadnji vladar iz hiše Eriksonov in vladal v senci niza zaporedja močnih velmož (jarl), zlasti svojega svaka Birgerja Jarla, čigar potomci so po njegovi smrti vladali kot švedski kralji, * 1216, † 2. februar 1250.

## Ozadje
Erik je bil sin Erika X. Švedskega in Richeze Danske. Po Erikovi kroniki, napisani v začetku 1320. let, naj bi bil delno hrom: »Kralj Erik je šepal (jecljal) v svojem govorjenju/Šepava je bilo tudi njegova hoja.« Kasnejši zgodovinarji so ga zaradi teh hib poimenovali »Erik jecljevi in hromi«. To ime se v njegovem času očitno ni uporabljalo. Erik je bil rojen po smrti svojega očeta in švedska aristokracija je za novega kralja izbrala petnajstletnega Ivana I. iz konkurenčne družine Sverker. Kraljeva vdova Richeza se je vrnila domov na Dansko, kjer je vladal njen brat Valdemar Sejr.
Erik je svoje otrošzvo preživel na Danskem, medtem ko si je kralj Valdemar prizadeval uveljaviti njegovo pravico do švedskega prestola in poskušal preprečiti kronanje Ivana I. Papež Honorij III. je leta 1219 ukazal trem severnonemškim škofom, naj zadevo raziščejo, vendar jim to ni uspelo. Ivan I. je leta 1222 umrl, s čimer je moška linija rodbine Sverker izumrla.

## Prvo vladanje
Erik je ostal brez dinastičnih tekmecev in so ga kot šestletnega fanta med avgustom 1222 in julijem 1223 izbrali za novega kralja. Popdprl ga je tudi nadškof Olof Basatömer in zdi se, da ga je prav on  31. julija 1223 v katedrali Strängnäs tudi okronal. Zaradi kraljeve mladoletnosti  je bil ustanovljen kraljevi svet, ki so ga sestavljali škof Bengt iz Skareja, kraljev krušni oče Erengisle Vig, Stenar, Knut Kristinesson in Knut Holmgersson (Knut Visoki). Oba zadnja omenjena sta bila kraljeva bratranca v drugem kolenu. Leta 1225 je Erika in njegovo kraljestvo vzel pod zaščito papež. Istega leta je izbruhnil kratek konflikt z Norveško. Člani kraljevega sveta, imenovani consiliarii (švedskoso rådsherre), so bili med seboj slabo povezani in zloglasno nezanesljivi. Knut Kristinesson je leta 1226 odšel na Norveško, da bi zahteval krono te države, škof Bengt pa je leta 1228 umrl.
Naslednje leto (1229) je izbruhnil spor, ko sta se Knut Visoki in stranka plemičev dvignila proti mlademu vladarju. Vzroki niso znani. Pomembno vlogo je morda imela želja nekaterih plemičev, da bi omejili moč Cerkve.  Po bitki pri Olustri so Erika odstavili. Po izgubi prestola je mladi kralj pobegnil na Dansko, kjer je še vladal njegov stric Valdemar Sejr. Knut Visoki je bil leta 1231 okronan za švedskega kralja Knuta II., vendar je vladal malo časa, ker je leta 1234 je umrl.

## Drugo vladanje
Po danskem viru se je Erik vrnil na Švedsko že leta 1232, ko je bil Knut II. še kralj. Švedska Erikova kronika nasprotno trdi, da se je vrnil po Knutovi smrti in novem krogu bojev. Po vrnitvi se je pomiril s stranko plemičev (Folkung) in na položaju velmoža (jarl) obdržal Ulfa Faseja. Ulf Fase je bil sposoben politik, ki mu je dolga leta uspevalo preprečiti prepire med plemiškimi frakcijami. 
Erik kot kralj je v Erikovi kroniki opisan kot dobrodušna, a fizično pasivna oseba.  Bil je razmeroma nepomemben in močno odvisen od močnejših mož v svojem spremstvu, najprej od Ulfa Faseja in po njegovi smrti (1248) od njegovega naslednika Birgerja Magnussona (Birger Jarl). Oba sta bila iz  velike in vplivne rodbine Bjälbo iz Östergötlanda, vendar sta imela različne politične cilje. Medtem ko je Ulf sledil politiki zavezništva z norveškim kraljem, si je Birger prizadeval okrepiti kraljevo oblast s tesnim povezovanjem s katoliško cerkvijo. Približno v poznih 1230. letih se je z Birgerjem poročila Erikova starejša sestra Ingeborg. Birgerjeva mati je bila iz rodbine Sverker, zato je bil tudi on sam kraljevskega porekla.

## Širitev kraljestva proti vzhodu
Švedska je bila v jugozahodni Finski prisotna od zgodnjega 13. stoletja, čeprav ni jasno, v kolikšni meri se je to prevedlo v politično moč. Ustanovljeni sta bili škofiji v Nousiainenu in pozneje v Turkuju (Åbo), ki je spadal  pod papeškega legata baltske regije. Erikova kronika nazorno opisuje vojaški pohod v Tavastijo in naprej proti vzhodu, ki ga je kralj Erik sprožil verjetno v letih 1238–1239 ali 1249–1250.  Čeprav pohod ni bil imenovan križarski pohod, je bil njegov cilj pokristjanjenje še vedno poganskih dežel. Pod vodstvom Birgerja Jarla je bila zbrana obsežna flota, ki je odplula do Tavastije, točneje južne Finske. Po pisanju v zelo propagandistični Erikovi kroniki je bila ekspedicija nedvomno uspešna:
Vzeli so svoje prapore in odšli na obalo. Kristjani so bili v vojni uspešni. Pustili so, da njihovi ščiti zasijejo po vsej deželi, tako kot njihove čelade. Želeli so preskusiti svoje meče nad poganskimi Tavasti. Kot pričakujem, so zasegli zlato in srebro in velike črede. Tavasti so nato zbežali in izginili, pogani so izgubili, kristjani pa zmagali. Vsem.  ki jim je želel služiti in postati kristjani in sprejeti krst, so dovolili obdržati blago in življenje in živeti v miru brez nadaljnjih prepirov. Vsakemu poganu, ki tega ne bi storil, izrekli so smrt.
Švedi so na vzhodu zgradili trdnjavo Tavasteborg in uradno pokristjanili regijo. Po pisanju v Erikovi kroniki je bila regija pred tem v posesti »ruskega kralja«. Pohod v drugih virih ni omenjen, o njegovih okoliščinah pa med sodobnimi zgodovinarji potekajo vroče razprave. Pohod  je bil povezan s švedskim vdorom v Novgorodsko republiko leta 1240. Flota ladij, ki ji je poveljeval neki Spiridon in jo je spremljalo nekaj škofov, je plula  navzgor po reki Nevi, vendar jo je novgorodski knez Aleksander Nevski napadel in porazil. Podrobnosti o bitki so deloma legendarne, njen pomen pa je v ruskem zgodovinopisju morda pretiran. Po viru  iz 14. stoletja je bil švedski vojski poveljeval Belgerd, kar ustreza Birgerju, čeprav je to morda poznejša konstrukcija.

## Obnovljeni notranji spori
Notranji spopadi so ponovno izbruhnili leta 1247, malo pred ali morda malo po smrti Ulfa Faseja. Plemiška stranka Folkung se je bojevala s kraljem Erikom in Birgerjem, porazu njenih kmečkih zaveznikov iz Upplanda v bitki pri Sparrsätri pa je sledila kazen s poostritvijo kraljevih davkov. Vodja Folkunga Holmger Knutsson, sin Knuta II., je pobegnil v Gästrikland, vendar so ga Erikovi možje ujeli in obglavili.
Kmalu po porazu vstaje je bil Birger imenovan za jarla kraljestva. Kot tak je februarja 1248 nadziral sestanek duhovščine v Skänningeju, ki ga je sklical papeški legat Viljem Sabinski. Slednji je v imenu papeža Inocenca IV. Švede pozval, naj se držijo kanonske pravne prakse, kot jo je določil Rim. Oblast škofov se je okrepila in Švedska je bila vse bolj vključena v katoliško cerkev.

## Družina in nasledstvo
Erik se je leta 1243 ali 1244 poročil s Katarino Sunesdotter, hčerko jarla Suneja Folkasona in dedinjo dinastije Sverker. S poroko sta se dolgoletna rivala končno združila. Nekateri primarni viri trdijo, da zakonca nista imela otrok, nakateri pa trdijo, da sta imela hčerko, ki je kmalu umrla.
Erik XI. je umrl 2. februarja 1250 in bil pokopan v samostanu opatije Varnhem v Västergötlandu. Z njim je Erikova hiša po moški liniji izumrla. Izjema bi lahko bil sin Knuta II. Filip, ki je umrl leta 1251. Švedski prestol je prešel na potomce Birgerja Jarla in Ingeborg, še toliko bolj, ker je Birger ža pred tem popolnoma obvladoval kraljestvo. Za kralja je bil leta 1250 izvoljen njun najstarejši, a še vedno mladoleten sin Valdemar, morda mimo sinov, ki so jih morda imele Ingeborgine starejše sestre. Birger Jarl je postal regent in bil do svoje smrti leta 1266 de facto vladar Švedske.

## Opombi
1. ↑  Omenjanje Erika Jecljevega in Hromega kot kralja Erika XI. je kasnejši izum, ki se je začel z Erikom XIV. (vladal 1560-1568). On in njegov brat Karel IX. sta dobila številki glede na izmišljeno zgodovino Švedske. Število švedskih monarhov z imenom Erik pred Erikom XIV. (vsaj sedem) ni znano, segajo pa v prazgodovino in nobeden od njih ni uporabljal številk. Pripisovanje natančno številke XI. temu kralju je popolna špekulacija.
2. ↑  Ingeborg je imela vsaj eno, morda tudi več sester, čeprav njihovi rojstni datumi in vrstni red niso znani. Sinovi njene dokumentirane sestre Sofije (umla 1241) so bili vojvode Mecklenburški, za katere ni znano, da bi zase zahtevali švedsko krono.